# Perque
Perque es un sitio ubicado al norte de la ciudad de Guatire, en el Municipio Zamora del Estado Miranda en Venezuela

## Localización
Específicamente se sitúa en la parte norte del sector conocido como El Ingenio, muy próximo al río Guatire. Se encuentra próxima Parque Zoobotánico "El Ingenio", inversión del gobierno nacional de Venezuela.

## Naturaleza
La zona es regada por el riachuelo denominado Perquito que nace en la Cordillera de la Costa. El riachuelo Perquito es afluente del río Cucharón (que a su vez es afluente del río Guatire) en sus riberas se halla un importante sirio de ceremonias y ritos a María Lionza, un espíritu protector (casi una diosa) autóctono de Venezuela. La zona es rica en flora y especialmente abunda el Arrendajo, un ave de la familia de los Córvidos. 

## Población y economía
Habitado por aproximadamente 400 personas, dedicadas a la floricultura (tulipán, preferentemente) que abastece el mercado local. 

## Etimología
El nombre proviene del apellido del dueño de una antigua hacienda de españoles que vivía en la zona. 

## Historia y patrimonio
Próximo al sitio se han hallado muchos Petróglifos lo que indica que la zona estuvo muy habitada en la Época Prehispánica o bien fue un lugar de ceremonias y ritos de los indígenas de la zona. 
- Datos: Q5667364